# ماماريكا
أناستاسيا أولكساندريفنا كوشيتوفا (الأوكرانية: Анастасия Олександрівна Кочетова ؛ من مواليد 13 أبريل 1989) معروفة فنياً بإسم ماماريكا و إريكا سابقًا، هي مغنية وممثلة أوكرانية، تعاونت في عام 2013 إيريكا مع مغني الأوبرا الأمريكي جورج كومسكي، وكذلك مع المنتجين الحائزين على جائزة غرامي بوبي كامبل وأندرو كابنر في لوس أنجلوس.

## نشأتها
ولدت أناستاسيا في 13 أبريل 1989 في شرفونوهراد. تخرجت من كلية اللغات الأجنبية بجامعة لفيف حيث تخصصت في الترجمة إلى اللغة الإنجليزية. عملت كمديرة مكتب ومعلمة صوتية.